# Venerida
Venerida, red školjkaša u nadredu Imparidentia. Ime dolazi po rodu Venus

## Natporodice
1. Anthracosioidea Amalitzky, 1892 †
2. Arcticoidea Newton, 1891 (1844)
3. Cyrenoidea Gray, 1840
4. Glossoidea J.E. Gray, 1847 (1840)
5. Hemidonacoidea Scarlato & Starobogatov, 1971
6. Palaeanodontoidea Modell, 1964 †
7. Prilukielloidea Starobogatov, 1970 †
8. Veneroidea Rafinesque, 1815

## Vanjske poveznice
- Shell Encyclopedia (sa slikama)